# Майк Зверін
Майк Зверін (Michael ‘Mike’ Zwerin, 18 травня 1930, м. Нью-Йорк, США — 2 квітня 2010, Париж, Франція) — американський тромбоніст (помповий тромбон), джазовий публіцист, бізнесмен.

## Біографія
Вихованець Нью-Йоркської школи музики та театру. 1948 увійшов до нонету Майлза Девіса, узяв участь у записі декількох композицій з відомого альбому The Birth Of The Cool. Після повернення з еміграції до Франції, грав у біг-бендах Мейнарда Фергюсона та Білла Руссо.
1960 — очолив родинну сталеливарну компанію. Не полишає грати джаз, при чому 1966 гастролював у СРСР з оркестром Ерла Гайнза.
1966–69 — активна журналістська діяльність, яка здійняла нову хвилю професійної публіцистики про професійний джаз. У Європі став відомим як колумніст таких журналів як Down Beat, Metronome, Playboy, International Herald Tribune, The Wire. На початку 1980-их спробував себе як письменник (роман «Зовсім поруч із джазом» (Close Enough To Jazz, 1983).

## Альбоми
- The Versions Of The Berlin Theatre Songs Of Kurt Weill (1964)
- Desert Mirage (1982)
- Not Much Noise (1983)